# Przemysław Słowikowski
Przemysław Słowikowski (Gdynia, 20 novembre 1993) è un velocista polacco.

## Palmarès
| Anno | Manifestazione    | Sede              | Evento      | Risultato  | Prestazione | Note                                     |
| ---- | ----------------- | ----------------- | ----------- | ---------- | ----------- | ---------------------------------------- |
| 2012 | Mondiali juniores | Barcellona        | 4×100 m     | 4º         | 39"47       |                                          |
| 2013 | Europei U23       | Tampere           | 4×100 m     | Argento    | 38"81       | Miglior prestazione personale            |
| 2015 | Europei a squadre | Čeboksary         | 100 m piani | 8º         | 10"75       |                                          |
| 2015 | Europei a squadre | Čeboksary         | 4×100 m     | 8º         | 39"30       |                                          |
| 2015 | Europei U23       | Tallinn           | 100 m piani | Batteria   | 29"39       |                                          |
| 2016 | Europei           | Amsterdam         | 100 m piani | Semifinale | 10"27       | Miglior prestazione personale            |
| 2016 | Europei           | Amsterdam         | 4×100 m     | 6º         | 38"69       |                                          |
| 2017 | World Relays      | Nassau            | 4×100 m     | Batteria   | 39"84       |                                          |
| 2017 | World Relays      | Nassau            | 4×200 m     | Batteria   | 1'24"78     |                                          |
| 2017 | Europei a squadre | Villeneuve d'Ascq | 4×100 m     | 7º         | 39"21       | Miglior prestazione personale stagionale |
| 2017 | Universiadi       | Taipei            | 100 m piani | Batteria   | 10"65       |                                          |
| 2017 | Universiadi       | Taipei            | 4×100 m     | Batteria   | dq          |                                          |
| 2018 | Europei           | Berlino           | 100 m piani | Batteria   | 10"54       |                                          |
| 2018 | Europei           | Berlino           | 4×100 m     | Batteria   | dq          |                                          |
| 2019 | World Relays      | Yokohama          | 4×100 m     | Batteria   | dnf         |                                          |
| 2019 | Europei a squadre | Bydgoszcz         | 200 m piani | Batteria   | 21"47       |                                          |
| 2019 | Europei a squadre | Bydgoszcz         | 4×100 m     | 4º         | 39"20       | Miglior prestazione personale stagionale |
| 2021 | Europei indoor    | Toruń             | 60 m piani  | Semifinale | 6"68        |                                          |
| 2021 | World Relays      | Chorzów           | 4×100 m     | Batteria   | 39"34       |                                          |
| 2021 | Europei a squadre | Chorzów           | 100 m piani | 4º         | 10"42       |                                          |
| 2021 | Europei a squadre | Chorzów           | 4×100 m     | 4º         | 39"16       | Miglior prestazione personale stagionale |
| 2022 | Mondiali indoor   | Belgrado          | 60 m piani  | Batteria   | dq          | TR16.8                                   |
| 2022 | Europei           | Monaco di Baviera | 100 m piani | Semifinale | 10"24       | Miglior prestazione personale stagionale |
| 2022 | Europei           | Monaco di Baviera | 4×100 m     | Bronzo     | 38"15       | Record nazionale                         |
| 2024 | World Relays      | Nassau            | 4×100 m     | Batteria   | 38"87       |                                          |

## Altre competizioni internazionali
2019
- Campionati europei a squadre di atletica leggera ( Bydgoszcz)

2021
- Campionati europei a squadre di atletica leggera ( Chorzów)